# Coppa del Mondo di sci alpino 2003
La Coppa del Mondo di sci alpino 2003 fu la trentasettesima edizione della manifestazione organizzata dalla Federazione Internazionale Sci; ebbe inizio il 26 ottobre 2002 a Sölden, in Austria, e si concluse il 16 marzo 2003 a Lillehammer Hafjell, in Norvegia. Nel corso della stagione si tennero a Sankt Moritz i Campionati mondiali di sci alpino 2003, non validi ai fini della Coppa del Mondo, il cui calendario contemplò dunque un'interruzione nel mese di febbraio.
In campo maschile furono disputate 37 gare (11 discese libere, 6 supergiganti, 8 slalom giganti, 10 slalom speciali - di cui uno, per la prima volta, nella formula KO -, 2 combinate), in 18 diverse località. L'austriaco Stephan Eberharter si aggiudicò sia la Coppa del Mondo generale, sia quelle di discesa libera e di supergigante; lo svizzero Michael von Grünigen vinse la Coppa di slalom gigante e il finlandese Kalle Palander quella di slalom speciale. Eberharter era il detentore uscente della Coppa generale.
In campo femminile furono disputate 33 gare (6 discese libere, 8 supergiganti, 9 slalom giganti, 9 slalom speciali - di cui uno, per la prima volta, nella formula KO -, 1 combinata), in 14 diverse località. La croata Janica Kostelić si aggiudicò sia la Coppa del Mondo generale, sia quella di slalom speciale; l'austriaca Michaela Dorfmeister vinse la Coppa di discesa libera, la francese Carole Montillet quella di supergigante e la svedese Anja Pärson quella di slalom gigante. La Dorfmeister era la detentrice uscente della Coppa generale.

## Uomini

### Risultati
| Data             | Località               | Nazione       | Pista                          | Spec. | Primo                             | Secondo              | Terzo                |
| ---------------- | ---------------------- | ------------- | ------------------------------ | ----- | --------------------------------- | -------------------- | -------------------- |
| 27 ottobre 2002  | Sölden                 | Austria       | Rettenbach                     | GS    | Stephan Eberharter                | Frédéric Covili      | Michael von Grünigen |
| 22 novembre 2002 | Park City              | Stati Uniti   | Crested Butte                  | GS    | Michael von Grünigen              | Christian Mayer      | Benjamin Raich       |
| 24 novembre 2002 | Park City              | Stati Uniti   | Crested Butte                  | SL    | Rainer Schönfelder                | Pierrick Bourgeat    | Benjamin Raich       |
| 30 novembre 2002 | Lake Louise            | Canada        | Men’s Olympic Downhill         | DH    | Stephan Eberharter                | Hannes Trinkl        | Kjetil André Aamodt  |
| 1º dicembre 2002 | Lake Louise            | Canada        | Men’s Olympic Downhill         | SG    | Stephan Eberharter                | Josef Strobl         | Didier Cuche         |
| 7 dicembre 2002  | Beaver Creek           | Stati Uniti   | Birds of Prey                  | DH    | Stephan Eberharter                | Michael Walchhofer   | Daron Rahlves        |
| 8 dicembre 2002  | Beaver Creek           | Stati Uniti   | Birds of Prey                  | SG    | Didier Cuche                      | Marco Büchel         | Hannes Trinkl        |
| 14 dicembre 2002 | Val-d'Isère            | Francia       | Oreiller-Killy                 | DH    | Stephan Eberharter                | Klaus Kröll          | Andreas Schifferer   |
| 15 dicembre 2002 | Val-d'Isère            | Francia       | Oreiller-Killy                 | GS    | Michael von Grünigen              | Bode Miller          | Christoph Gruber     |
| 16 dicembre 2002 | Sestriere              | Italia        | Kandahar Slalom                | SL    | Ivica Kostelić                    | Giorgio Rocca        | Truls Ove Karlsen    |
| 20 dicembre 2002 | Val Gardena            | Italia        | Saslong                        | SG    | Didier Défago                     | Hannes Reichelt      | Marco Büchel         |
| 21 dicembre 2002 | Val Gardena            | Italia        | Saslong                        | DH    | Antoine Dénériaz                  | Michael Walchhofer   | Josef Strobl         |
| 22 dicembre 2002 | Alta Badia             | Italia        | Gran Risa                      | GS    | Bode Miller                       | Davide Simoncelli    | Christian Mayer      |
| 29 dicembre 2002 | Bormio                 | Italia        | Stelvio                        | DH    | Daron Rahlves                     | Fritz Strobl         | Hannes Trinkl        |
| 4 gennaio 2003   | Kranjska Gora          | Slovenia      | Podkoren                       | GS    | Bode Miller                       | Christian Mayer      | Sami Uotila          |
| 5 gennaio 2003   | Kranjska Gora          | Slovenia      | Podkoren                       | SL    | Ivica Kostelić                    | Rainer Schönfelder   | Jean-Pierre Vidal    |
| 11 gennaio 2003  | Bormio                 | Italia        | Stelvio                        | DH    | Stephan Eberharter                | Michael Walchhofer   | Daron Rahlves        |
| 12 gennaio 2003  | Bormio                 | Italia        | Stelvio                        | SL    | Ivica Kostelić                    | Bode Miller          | Hans Petter Buraas   |
| 14 gennaio 2003  | Adelboden              | Svizzera      | Chuenisbärgli                  | GS    | Hans Knauß                        | Michael von Grünigen | Kjetil André Aamodt  |
| 17 gennaio 2003  | Wengen                 | Svizzera      | Lauberhorn                     | DH    | Stephan Eberharter                | Daron Rahlves        | Bruno Kernen         |
| 18 gennaio 2003  | Wengen                 | Svizzera      | Lauberhorn                     | DH    | Bruno Kernen                      | Michael Walchhofer   | Stephan Eberharter   |
| 19 gennaio 2003  | Wengen                 | Svizzera      | Männlichen/Jungfrau            | SL    | Giorgio Rocca                     | Akira Sasaki         | Ivica Kostelić       |
| 19 gennaio 2003  | Wengen                 | Svizzera      | Lauberhorn Männlichen/Jungfrau | KB    | Kjetil André Aamodt               | Bode Miller          | Lasse Kjus           |
| 25 gennaio 2003  | Kitzbühel              | Austria       | Streif                         | DH    | Daron Rahlves                     | Didier Cuche         | Kjetil André Aamodt  |
| 26 gennaio 2003  | Kitzbühel              | Austria       | Ganslern                       | SL    | Kalle Palander                    | Rainer Schönfelder   | Heinz Schilchegger   |
| 26 gennaio 2003  | Kitzbühel              | Austria       | Streif Ganslern                | KB    | Michael Walchhofer                | Aksel Lund Svindal   | Didier Défago        |
| 27 gennaio 2003  | Kitzbühel              | Austria       | Streifalm                      | SG    | Hermann Maier                     | Christoph Gruber     | Stephan Eberharter   |
| 28 gennaio 2003  | Schladming             | Austria       | Planai                         | SL    | Kalle Palander                    | Benjamin Raich       | Hans Petter Buraas   |
| 22 febbraio 2003 | Garmisch-Partenkirchen | Germania      | Kandahar                       | DH    | Stephan Eberharter                | Didier Cuche         | Daron Rahlves        |
| 23 febbraio 2003 | Garmisch-Partenkirchen | Germania      | Kandahar                       | SG    | Marco Büchel                      | Stephan Eberharter   | Tobias Grünenfelder  |
| 1º marzo 2003    | Yongpyong              | Corea del Sud | Rainbow                        | GS    | Michael von Grünigen              | Frédéric Covili      | Bode Miller          |
| 2 marzo 2003     | Yongpyong              | Corea del Sud | Rainbow                        | SL    | Kalle Palander                    | Giorgio Rocca        | Benjamin Raich       |
| 8 marzo 2003     | Shigakōgen             | Giappone      | Yakebitai                      | SL    | Kalle Palander Rainer Schönfelder |                      | Giorgio Rocca        |
| 12 marzo 2003    | Lillehammer Kvitfjell  | Norvegia      | Olympiabakken                  | DH    | Antoine Dénériaz                  | Stephan Eberharter   | Daron Rahlves        |
| 13 marzo 2003    | Lillehammer Kvitfjell  | Norvegia      | Olympiabakken                  | SG    | Stephan Eberharter                | Lasse Kjus           | Hannes Reichelt      |
| 15 marzo 2003    | Lillehammer Hafjell    | Norvegia      | Olympia-Loypa                  | GS    | Hans Knauß                        | Benjamin Raich       | Michael von Grünigen |
| 16 marzo 2003    | Lillehammer Hafjell    | Norvegia      | Olympia-Loypa                  | SL    | Giorgio Rocca                     | Kalle Palander       | Manfred Pranger      |

Legenda:

DH = discesa libera

SG = supergigante

GS = slalom gigante

SL = slalom speciale

KB = combinata

### Classifiche

#### Generale

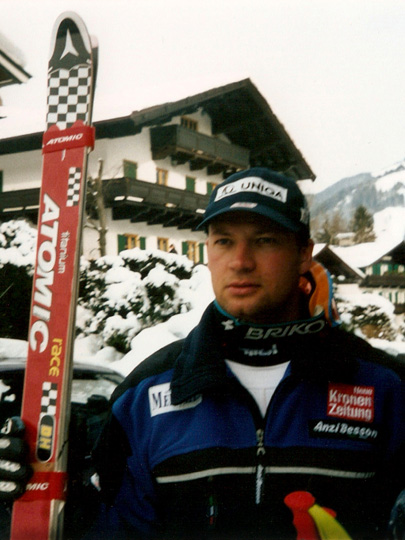
Stephan Eberharter nel 2000

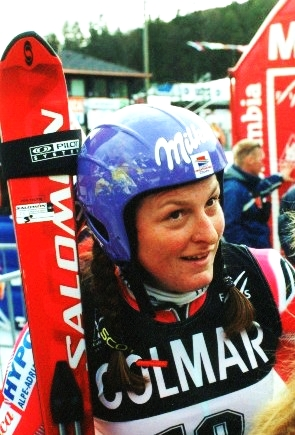
Janica Kostelić nel 2001

| Pos. | Nome                | Nazione     | Punti |
| ---- | ------------------- | ----------- | ----- |
| 1    | Stephan Eberharter  | Austria     | 1333  |
| 2    | Bode Miller         | Stati Uniti | 1100  |
| 3    | Kjetil André Aamodt | Norvegia    | 940   |
| 4    | Kalle Palander      | Finlandia   | 718   |
| 5    | Didier Cuche        | Svizzera    | 709   |
| 6    | Daron Rahlves       | Stati Uniti | 647   |
| 7    | Ivica Kostelić      | Croazia     | 632   |
| 8    | Benjamin Raich      | Austria     | 622   |
| 9    | Michael Walchhofer  | Austria     | 600   |
| 10   | Hans Knauß          | Austria     | 596   |

#### Discesa libera
| Pos. | Nome               | Nazione     | Punti |
| ---- | ------------------ | ----------- | ----- |
| 1    | Stephan Eberharter | Austria     | 790   |
| 2    | Daron Rahlves      | Stati Uniti | 593   |
| 3    | Michael Walchhofer | Austria     | 430   |
| 4    | Bruno Kernen       | Svizzera    | 351   |
| 5    | Hannes Trinkl      | Austria     | 341   |

#### Supergigante
| Pos. | Nome                | Nazione       | Punti |
| ---- | ------------------- | ------------- | ----- |
| 1    | Stephan Eberharter  | Austria       | 356   |
| 2    | Marco Büchel        | Liechtenstein | 280   |
| 3    | Didier Cuche        | Svizzera      | 270   |
| 4    | Kjetil André Aamodt | Norvegia      | 251   |
| 5    | Hannes Reichelt     | Austria       | 194   |

#### Slalom gigante
| Pos. | Nome                  | Nazione     | Punti |
| ---- | --------------------- | ----------- | ----- |
| 1    | Michael von Grünigen  | Svizzera    | 542   |
| 2    | Bode Miller           | Stati Uniti | 425   |
| 3    | Hans Knauß            | Austria     | 365   |
| 4    | Frédéric Covili       | Francia     | 296   |
| 5    | Massimiliano Blardone | Italia      | 249   |
| 5    | Heinz Schilchegger    | Austria     | 249   |

#### Slalom speciale
| Pos. | Nome               | Nazione   | Punti |
| ---- | ------------------ | --------- | ----- |
| 1    | Kalle Palander     | Finlandia | 658   |
| 2    | Ivica Kostelić     | Croazia   | 580   |
| 3    | Rainer Schönfelder | Austria   | 473   |
| 4    | Giorgio Rocca      | Italia    | 438   |
| 5    | Manfred Pranger    | Austria   | 385   |

#### Combinata
Nel 2003 fu anche stilata la classifica della combinata, sebbene non venisse assegnato alcun trofeo al vincitore.
| Pos. | Nome                | Nazione     | Punti |
| ---- | ------------------- | ----------- | ----- |
| 1    | Bode Miller         | Stati Uniti | 125   |
| 2    | Kjetil André Aamodt | Norvegia    | 100   |
| 2    | Michael Walchhofer  | Austria     | 100   |
| 4    | Aksel Lund Svindal  | Norvegia    | 80    |
| 5    | Ambrosi Hoffmann    | Svizzera    | 72    |
| 5    | Bruno Kernen        | Svizzera    | 72    |

## Donne

### Risultati
| Data             | Località              | Nazione     | Pista                  | Spec. | Prima                                 | Seconda                            | Terza                                      |
| ---------------- | --------------------- | ----------- | ---------------------- | ----- | ------------------------------------- | ---------------------------------- | ------------------------------------------ |
| 26 ottobre 2002  | Sölden                | Austria     | Rettenbach             | GS    | Andrine Flemmen Nicole Hosp Tina Maze |                                    |                                            |
| 21 novembre 2002 | Park City             | Stati Uniti | Crested Butte          | GS    | Birgit Heeb                           | Alexandra Meissnitzer              | Janica Kostelić                            |
| 23 novembre 2002 | Park City             | Stati Uniti | Clementine             | SL    | Janica Kostelić                       | Christel Pascal                    | Sabine Egger                               |
| 29 novembre 2002 | Aspen                 | Stati Uniti | Ruthie's               | SG    | Hilde Gerg                            | Janica Kostelić                    | Isolde Kostner                             |
| 30 novembre 2002 | Aspen                 | Stati Uniti | Lower Ruthie's         | SL    | Anja Pärson                           | Janica Kostelić                    | Marlies Schild                             |
| 6 dicembre 2002  | Lake Louise           | Canada      | Men’s Olympic Downhill | DH    | Hilde Gerg                            | Carole Montillet                   | Kirsten Clark                              |
| 7 dicembre 2002  | Lake Louise           | Canada      | Men’s Olympic Downhill | DH    | Carole Montillet                      | Corinne Rey-Bellet                 | Renate Götschl                             |
| 8 dicembre 2002  | Lake Louise           | Canada      | Men’s Olympic Downhill | SG    | Karen Putzer                          | Martina Ertl                       | Carole Montillet                           |
| 12 dicembre 2002 | Val-d'Isère           | Francia     | Oreiller-Killy         | GS    | Karen Putzer                          | Sonja Nef                          | Michaela Dorfmeister Alexandra Meissnitzer |
| 13 dicembre 2002 | Val-d'Isère           | Francia     | Oreiller-Killy         | SG    | Carole Montillet                      | Daniela Ceccarelli                 | Michaela Dorfmeister                       |
| 15 dicembre 2002 | Sestriere             | Italia      | Kandahar Slalom        | SL    | Anja Pärson                           | Tanja Poutiainen                   | Nicole Hosp                                |
| 21 dicembre 2002 | Lenzerheide           | Svizzera    | Scalottas              | DH    | Michaela Dorfmeister                  | Brigitte Obermoser                 | Kirsten Clark                              |
| 22 dicembre 2002 | Lenzerheide           | Svizzera    | Pedra Grossa           | SL    | Janica Kostelić                       | Tanja Poutiainen                   | Claudia Riegler                            |
| 22 dicembre 2002 | Lenzerheide           | Svizzera    | Scalottas Pedra Grossa | KB    | Janica Kostelić                       | Martina Ertl                       | Maria Riesch                               |
| 28 dicembre 2002 | Semmering             | Austria     | Panorama               | GS    | Karen Putzer                          | Janica Kostelić                    | Nicole Hosp Denise Karbon                  |
| 29 dicembre 2002 | Semmering             | Austria     | Panorama               | SL    | Janica Kostelić                       | Christel Pascal                    | Nicole Gius                                |
| 4 gennaio 2003   | Bormio                | Italia      | Stelvio                | GS    | Sonja Nef                             | Anja Pärson                        | Michaela Dorfmeister                       |
| 5 gennaio 2003   | Bormio                | Italia      | Stelvio                | SL    | Janica Kostelić                       | Elisabeth Görgl                    | Anja Pärson                                |
| 15 gennaio 2003  | Cortina d'Ampezzo     | Italia      | Olimpia delle Tofane   | SG    | Carole Montillet                      | Renate Götschl                     | Hilde Gerg                                 |
| 17 gennaio 2003  | Cortina d'Ampezzo     | Italia      | Olimpia delle Tofane   | SG    | Renate Götschl                        | Alexandra Meissnitzer              | Mélanie Turgeon                            |
| 18 gennaio 2003  | Cortina d'Ampezzo     | Italia      | Olimpia delle Tofane   | DH    | Renate Götschl                        | Kirsten Clark                      | Michaela Dorfmeister                       |
| 19 gennaio 2003  | Cortina d'Ampezzo     | Italia      | Olimpia delle Tofane   | GS    | Anja Pärson                           | Janica Kostelić                    | Karen Putzer                               |
| 25 gennaio 2003  | Maribor               | Slovenia    | Pohorje                | GS    | Anja Pärson                           | Nicole Hosp                        | Martina Ertl                               |
| 26 gennaio 2003  | Maribor               | Slovenia    | Radvanje               | SL    | Anja Pärson                           | Janica Kostelić                    | Nicole Hosp                                |
| 28 febbraio 2003 | Innsbruck             | Austria     | Olympia Patscherkofel  | SG    | Renate Götschl                        | Carole Montillet                   | Alexandra Meissnitzer                      |
| 1º marzo 2003    | Innsbruck             | Austria     | Olympia Patscherkofel  | DH    | Michaela Dorfmeister                  | Katja Wirth                        | Hilde Gerg                                 |
| 2 marzo 2003     | Innsbruck             | Austria     | Olympia Patscherkofel  | SG    | Brigitte Obermoser                    | Carole Montillet                   | Renate Götschl                             |
| 6 marzo 2003     | Åre                   | Svezia      | Gästrappet             | GS    | Anja Pärson                           | Daniela Merighetti                 | Denise Karbon                              |
| 8 marzo 2003     | Åre                   | Svezia      | Olympia                | SL    | Janica Kostelić                       | Anja Pärson                        | Monika Bergmann                            |
| 12 marzo 2003    | Lillehammer Kvitfjell | Norvegia    | Olympiabakken          | DH    | Renate Götschl                        | Ingrid Jacquemod                   | Kirsten Clark                              |
| 13 marzo 2003    | Lillehammer Kvitfjell | Norvegia    | Olympiabakken          | SG    | Karen Putzer                          | Martina Ertl Alexandra Meissnitzer |                                            |
| 15 marzo 2003    | Lillehammer Hafjell   | Norvegia    | Olympia-Loypa          | SL    | Kristina Koznick                      | Laure Pequegnot                    | Marlies Schild                             |
| 16 marzo 2003    | Lillehammer Hafjell   | Norvegia    | Olympia-Loypa          | GS    | Karen Putzer                          | Denise Karbon                      | Nicole Hosp                                |

Legenda:

DH = discesa libera

SG = supergigante

GS = slalom gigante

SL = slalom speciale

KB = combinata

### Classifiche

#### Generale
| Pos. | Nome                  | Nazione     | Punti |
| ---- | --------------------- | ----------- | ----- |
| 1    | Janica Kostelić       | Croazia     | 1570  |
| 2    | Karen Putzer          | Italia      | 1100  |
| 3    | Anja Pärson           | Svezia      | 1042  |
| 4    | Michaela Dorfmeister  | Austria     | 972   |
| 5    | Martina Ertl          | Germania    | 922   |
| 6    | Carole Montillet      | Francia     | 869   |
| 7    | Renate Götschl        | Austria     | 830   |
| 8    | Alexandra Meissnitzer | Austria     | 776   |
| 9    | Kirsten Clark         | Stati Uniti | 661   |
| 10   | Nicole Hosp           | Austria     | 558   |

#### Discesa libera
| Pos. | Nome                 | Nazione     | Punti |
| ---- | -------------------- | ----------- | ----- |
| 1    | Michaela Dorfmeister | Austria     | 372   |
| 2    | Renate Götschl       | Austria     | 368   |
| 3    | Kirsten Clark        | Stati Uniti | 316   |
| 4    | Carole Montillet     | Francia     | 313   |
| 5    | Corinne Rey-Bellet   | Svizzera    | 230   |

#### Supergigante
| Pos. | Nome                  | Nazione | Punti |
| ---- | --------------------- | ------- | ----- |
| 1    | Carole Montillet      | Francia | 493   |
| 2    | Renate Götschl        | Austria | 458   |
| 3    | Karen Putzer          | Italia  | 394   |
| 4    | Alexandra Meissnitzer | Austria | 350   |
| 5    | Michaela Dorfmeister  | Austria | 298   |

#### Slalom gigante
| Pos. | Nome            | Nazione  | Punti |
| ---- | --------------- | -------- | ----- |
| 1    | Anja Pärson     | Svezia   | 514   |
| 2    | Karen Putzer    | Italia   | 513   |
| 3    | Janica Kostelić | Croazia  | 343   |
| 4    | Nicole Hosp     | Austria  | 332   |
| 5    | Sonja Nef       | Svizzera | 329   |

#### Slalom speciale
| Pos. | Nome             | Nazione   | Punti |
| ---- | ---------------- | --------- | ----- |
| 1    | Janica Kostelić  | Croazia   | 710   |
| 2    | Anja Pärson      | Svezia    | 498   |
| 3    | Tanja Poutiainen | Finlandia | 367   |
| 4    | Christel Pascal  | Francia   | 359   |
| 5    | Marlies Schild   | Austria   | 342   |

#### Combinata
Nel 2003 fu anche stilata la classifica della combinata, sebbene non venisse assegnato alcun trofeo alla vincitrice.
| Pos. | Nome            | Nazione     | Punti |
| ---- | --------------- | ----------- | ----- |
| 1    | Janica Kostelić | Croazia     | 100   |
| 2    | Martina Ertl    | Germania    | 80    |
| 3    | Maria Riesch    | Germania    | 60    |
| 4    | Karen Putzer    | Italia      | 50    |
| 5    | Julia Mancuso   | Stati Uniti | 45    |